# Dargov
Dargov (v minulosti Drahov, maďarsky Dargó) je obec na Slovensku v okrese Trebišov.

## Dějiny
První písemná zmínka o obci je z roku 1321. Připomíná se jako vesnice příslušející k panství hradu Paruštyan. Obyvatelé obce se živili většinou dřevorubectvím a zemědělstvím, později i těžbou stavebního kamene (andezit) v blízkém kamenolomu.
Obec byla za druhé světové války téměř celá vypálena a zpustošena ustupujícími německými vojsky, která na linii Slanec – Dargov – Čemerné vytvořila silnou obranu (bunkry, zákopy a dělostřelecké pozice), kde měla podle velení přečkat sovětskou ofenzívu až do příchodu posil. Rudé armádě se však podařilo tuto obranu prolomit a postupně osvobodit i zbytek Slovenska.
Po válce se začalo s obnovou obce. Vybudován byl řeckokatolický chrám „Matky ustavičné pomoci“ a římskokatolický chrám „Božského srdce Ježíšova“. Obec postavila nový kulturní dům s obecním úřadem, je plynofikovaná a napojená na obecní vodovod. V letním amfiteátru se každoročně konají Východoslovenské folklórní slavnosti. V podzimním období se uskutečňují mistrovství Slovenska v autocrossu. Blízko obce se nachází lyžařský vlek Červená a rekreační středisko Bílé Studničky.

## Symboly obce
Podle heraldického rejstříku byly symboly obce přijaty 24. července 2004. Na jejím znaku je motiv tří poutníků podle otisku pečetidla z roku 1786, kteří by mohli představovat podle řeckokatolických patrocinií tři církevní učitele.

### Znak
V modrém štítě, v zelené trávě stojící tři stříbřeodění, zlatě přepásaní, o zlaté hole se opírající, vzájemně se překrývající a třemi zlatými hvězdami převýšení poutníci.

### Vlajka
Vlajka má podobu devíti podélných pruhů žlutého, zeleného, bílého, modrého, bílého, modrého, bílého, zeleného a žlutého. Vlajka má poměr stran 2:3 a ukončena je třemi cípy, tj. dvěma zástřihy, sahajícími do třetiny jejího listu.

## Pravidelné akce
- Východoslovenské folklórní slavnosti
- Mistrovství Slovenska v autocrossu
- Rekonstrukce bojů druhé světové války (2009)

## Občanská vybavenost
- Obecní úřad
- Kulturní dům
- Amfiteátr
- Nákupní středisko a prodejna se smíšeným zbožím